# 江華島屠殺事件
江華島屠殺事件（강화 양민학살 사건 江華良民虐殺事件）是指1951年1月6日至1月9日，韓國國軍和民兵在仁川江华島屠殺212名到1300名手无寸铁的平民的事件。受害者被认为曾在北朝鲜控制江华时期与朝鲜人民军合作。在惨案发生前，已有140人因保導聯盟事件在江华被屠杀。